# Organogénesis

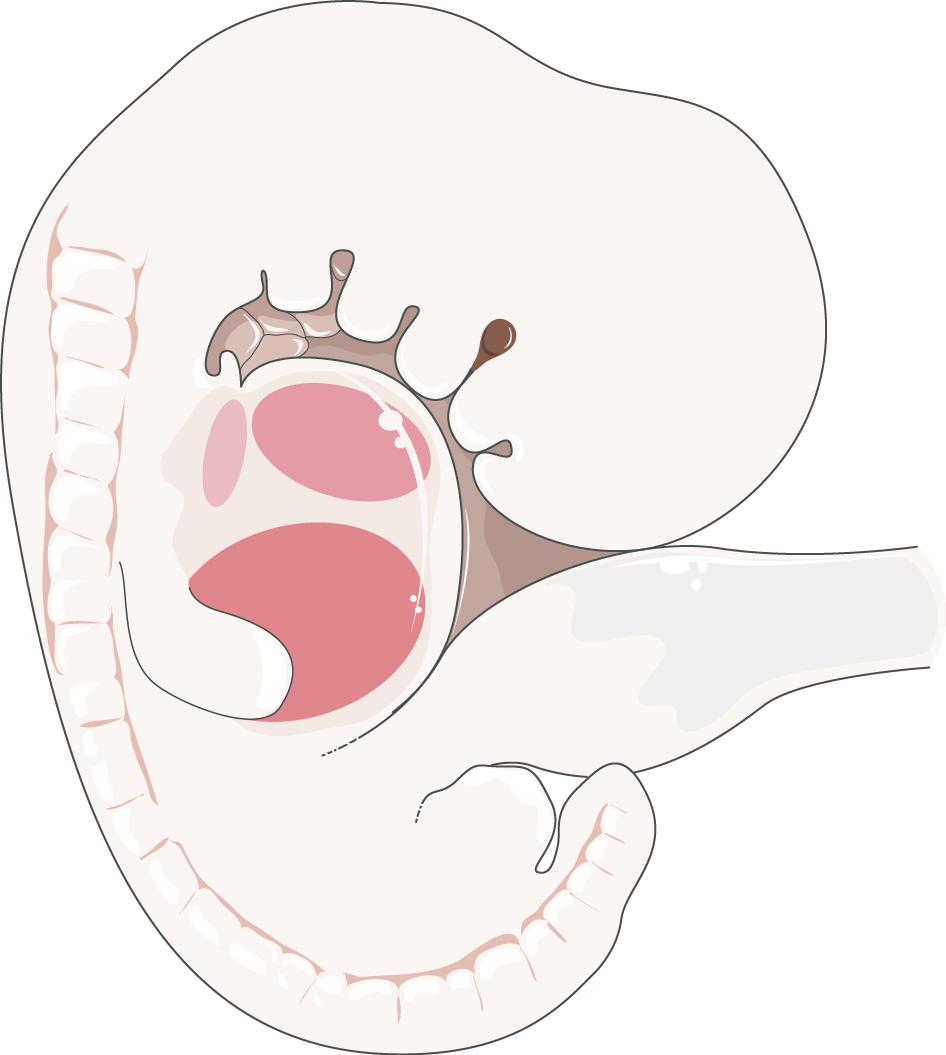
Fase avanzada de la organogénesis.

La organogénesis es el conjunto de cambios que permiten que las capas embrionarias (ectodermo, mesodermo y endodermo) se transformen en los diferentes órganos que conforman un organismo.  
La embriología humana define como organogénesis el período comprendido entre la tercera y la octava semana de desarrollo. En esta etapa (3.ª semana), primero se produce el paso de embrión bilaminar a trilaminar (gastrulación); dando lugar al ectodermo, el mesodermo y el endodermo embrionario. Estos a su vez, en las siguientes semanas, se diferenciarán y especializarán dando lugar a los diferentes órganos del cuerpo, cuyos esbozos quedarán conformados antes del tercer mes de gestación (periodo fetal).
El período de organogénesis corresponde a la etapa más delicada y en el que las influencias externas van a producir mayores consecuencias adversas, al condicionar el buen desarrollo de los diversos órganos del cuerpo humano.

## Capas embrionarias

### Ectodermo
El ectodermo (del griego ecto, "externo" y derma, "piel") una de las tres capas germinales del embrión, y la primera en formarse. Se forma durante la fase de blástula. De él surgirán el endodermo y el mesodermo durante la gastrulación.
Emerge primero del epiblasto durante la gastrulación y forma la capa externa de las capas germinativas.
De forma general, el ectodermo se diferencia para formar el sistema nervioso (médula espinal, nervios periféricos y cerebro), el esmalte dental y la epidermis (las partes externas del integumento). También forma el revestimiento de la boca, ano, fosas nasales, glándulas sudoríparas, pelo, uñas y algo más.

#### Partes del ectodermo
En los vertebrados, el ectodermo puede formarse por invaginación (formación del repliegue de una membrana, capa de tejido u hoja blastodérmica que se dirige hacia el interior de una pared intestinal) o epibolia (los micrómeros o pequeños blastómeros se multiplican rápidamente y se sitúan rodeando a los macrómeros o blastómeros grandes) y se divide en tres partes: ectodermo externo (o ectodermo superficial), cresta neural y tubo neural. Las dos últimas también se conocen como neuroectodermo.

#### Ectodermo externo
El ectodermo externo se diferencia en los tejidos epiteliales:
- Pelos.
- Uñas.
- Plumas.
- Cuernos.
- Pezuñas.
- Boca y epitelio de la cavidad nasal.
- Córnea.
- Glándulas de la piel.
- Glándulas mamarias.

y las glándulas anexas a ésta (por ejemplo: las sudoríparas) así como las mucosas de las aberturas naturales del cuerpo (cavidad bucal, fosas nasales, etc).
También forma el epitelio de revestimiento y glandular de: tubo digestivo, hígados, vías biliares y páncreas; vías respiratorias; vesícula, uretra y próstata; tiroides, paratiroides y timo.

#### Células de la cresta neural
A partir de la cresta neural se forman los melanocitos, el sistema nervioso periférico, el cartílago facial y los dientes, y las células de las líneas germinales de ovocitos y espermatozoides.

#### Tubo neural
El tubo neural se diferencia en diferentes tejidos del sistema nervioso central, formado por engrosamiento y hundimiento de la línea media longitudinal del ectodermo.
- Cerebro (romboencéfalo, mesencéfalo y prosencéfalo).
- Médula espinal y nervios motores.
- Retina.
- Neurohipófisis.

### Mesodermo
El mesodermo es una de las tres hojas embrionarias o capas celulares que constituyen el embrión. Su formación puede realizarse por enterocelia o esquizocelia a partir de un blastocisto en el proceso denominado gastrulación.

### Endodermo
El endodermo es la capa de tejido fetal más interna y delgada de las tres capas en las que se divide los tejidos del embrión animal (o capas germinativas).
Dependiendo de grupo animal, las células embrionarias se pueden diferenciar en dos (animales diblásticos) o en tres (triblásticos) capas germinativas. 
A lo largo del proceso de la organogénesis la forma de las células que forman el endodermo van variando. Inicialmente observamos una forma aplanada, mientras que hacia el final del proceso las células adquieren forma columnal.
Al tratarse de una de las capas con más antigüedad evolutiva en la diferenciación embrionaria de los seres vivos, de ella provienen muchos de los órganos más importantes para la supervivencia del organismo.
Del endodermo derivan, entre otros:
- El tubo digestivo y sus glándulas anexas.
- El revestimiento interior de algunos órganos, como los pulmones.
- Tejido nervioso; epidermis y sus derivados (pelo, cabello, uñas, esmalte dental).
- Glándulas del tracto gastrointestinal y órganos gastrointestinales asociados como el hígado, la vesícula biliar y el páncreas.
- Epitelio o tejido conectivo que rodea: las amígdalas, la faringe, la laringe, la tráquea, los pulmones, y el tracto gastrointestinal (menos la boca, el ano, y parte de la faringe y el recto; que provienen del ectodermo).
- También forma el epitelio de la trompa de Eustaquio y la cavidad timpánica (en el oído),  la vagina y la uretra.
- Vejiga urinaria.
- Saco vitelino.
- Alantoides.

En el inicio de la organogénesis, la diferenciación entre el embrión y el líquido exterior divide el endodermo en dos partes: el endodermo embrionario y extraembrionario.

#### Endodermo embrionario
Como indica su nombre, esta parte del endodermo es precursora de las estructuras en el interior del embrión.
Entre sus funciones más importantes tenemos que, junto con el mesodermo, se encargan de la formación de la notocorda. Esta determina los ejes del embrión, pero también induce el plegamiento del endodermo. El surco intestinal se invagina y acabará formando el tubo intestinal.

#### Endodermo extraembronario
Corresponde a la parte del endodermo que se queda fuera del embrión y que conforma el saco vitelino.

## Ejes de crecimiento
El desarrollo de las extremidades se da en tres procesos: la morfogénesis, el crecimiento y el patterning. Cada extremidad tiene polaridad para diferenciar a los ejes de crecimiento (PD, AP, DV).[cita requerida]

### Genes HOX y ácido retinoico
Las extremidades en los seres humanos se empiezan a desarrollar los 4 días de gestación en primordios.
El patterning de las extremidades depende de interacciones célula - célula y es posible distinguir dos regiones organizadoras cruciales:
- El Apical ectodermo Ridge (AER): Permite la regionalización del eje Medio - Distal (PD).
- La Zone of Polarizing Activity (ZPA): Permite la regionalización del eje Antero - Posterior (AP).

Los genes Hox tienen una gran importancia en la organogénesis, ya que especifican dónde se originaron las extremidades. Estos genes confieren identidad y instruyen en el mesodermo la formación del primordio. El ácido retinoico tiene un papel muy importante en la expresión de los genes Hox, y el bloqueo de este inhibe la formación de las extremidades. Cuando los genes Hox se encuentran sobreactivados o inactivados por mutaciones, es posible que lleguen a desarrollarse estructuras corporales en el lugar erróneo.[cita requerida]
Una vez reconocido el territorio, FGF10 se secreta en el mesodermo lateral e induce la formación del primordio de las extremidades. La identidad de las extremidades viene dada por la expresión de TBX (Tbx5 por el ala, en el caso de la mosca, y Tbx4 por la pata).

### La generación del eje próximo-distal (PD)
La zona de progresión (PZ) actúa como información posicional para explicar qué células se desarrollan en la extremidad y está justo por debajo del Apical ectodermo Ridge (AER) que mantiene las células en un estadio proliferativo. Por lo tanto, sin el AER se reduce el crecimiento y se generan extremidades truncadas donde faltan las partes distales.[cita requerida]
Mientras las células se van dividiendo, se interpreta la información de la AER. Este envía señales al mesodermo. La molécula de FGF desencadena una vía de señalización que activa / desactiva los genes.[cita requerida]
El patterning especifica por un gradiente dual de RA y FGF. Si se añade FGF, se genera distalización; si se añade RA, proximalización.[cita requerida]

### La especificación del eje antero-posterior (AP)
La zona de actividad polarizada (ZPA) es una región con propiedades señalizadoras. Puede especificar la posición AP produciendo un morfógeno difusible, la concentración de morfógeno puede especificar las células a lo largo del eje AP.[cita requerida]
Shh (Sonic Hedgehog) es una proteína expresada en el SHH y es la candidata para ser el morfógeno; define un gradiente para el tamaño de los dedos: si hay mucho, los dedos serán pequeños, y si hay poco, los dedos serán grandes. Hay que tener presente que la expresión ectópica de Sonic Hedgehog en la extremidad anterior se relaciona con el desarrollo de polidactilia.[cita requerida]

### Eje dorsiventral (DV)
El ectodermo controla el DV, las plumas y los pelos de la parte dorsal. La separación del dígitos se forma por apoptosis de la membrana interdigital.[cita requerida]